# Cerco casa disperatamente
Cerco casa disperatamente è stato un programma televisivo italiano di genere reality, che ha fatto parte del palinsesto di Real Time dal 2006 al 2013 e successivamente di HGTV dal 2020.
Il programma è stato condotto da Paola Marella, mediatrice immobiliare lombarda che in ogni puntata, con la collaborazione di vari architetti, mostra a possibili acquirenti tre immobili che possono soddisfare le richieste di coloro che stanno cercando casa.

## Cast
Il cast del programma è composto da due o tre persone, a seconda delle edizioni:
- Paola Marella (2006-2013), mediatrice immobiliare milanese, diventata nota al pubblico di Real Time in seguito alla conduzione del programma fin dal 2006[2].
- Andrea Rossini (2006-2009), architetto milanese, ha fatto parte del programma fino alla quarta edizione del programma[3][4]. Nel 2012 entra nel cast del programma Vendo casa disperatamente[5].
- Andrea Spera (2006-2013), architetto, è nel programma fin dalla prima stagione[1].
- Roberto Radisa (2011-2013), architetto di Milano, è entrato a far parte del cast del programma con l'inizio della sesta stagione[3].

## Struttura del programma
Chi conduce la docu-fiction è Paola Marella, mediatrice immobiliare lombarda, che ha il compito di trovare una casa adatta alle esigenze dei clienti che la contattano da tutta Italia: ogni episodio parte con la presentazione dell'acquirente, della sua famiglia, della casa in cui vive attualmente, e delle caratteristiche che dovrebbe avere l'abitazione che sta cercando; una volta visualizzata la scheda, Paola Marella visita con i potenziali compratori e l'architetto tre diverse abitazioni rispondenti in linea di massima ai bisogni elencati precedentemente; infine, nello studio della mediatrice immobiliare, l'architetto mostra il suo progetto con le possibili modifiche a una casa. La puntata si conclude con la scelta della casa, tra le tre proposte presentate.

### Evoluzione del programma
Con il passare delle stagioni il programma ha subito delle modifiche:
- nella quinta edizione, la ricerca delle case è stata focalizzata in località di vacanza
- nella sesta edizione, molte delle case mostrate ai possibili acquirenti erano situate all'estero, vengono infatti mostrate case a Ibiza, a Saint Moritz, in Provenza e così via[3]
- l'ottava stagione del programma è caratterizzata dal fatto che gli acquirenti sono tutti in cerca di una casa a Parigi[6]

## Stagioni
| Stagione | Puntate | Dal              | Al              |
| -------- | ------- | ---------------- | --------------- |
| 1        | 8       | 2006             |                 |
| 2        | 8       | 2007             |                 |
| 3        | 8       | 2008             |                 |
| 4        | 8       | 2009             |                 |
| 5        | 8       | 27 maggio 2010   | 15 luglio 2010  |
| 6        | 8       | 8 settembre 2011 | 27 ottobre 2011 |
| 7        | 8       | 14 novembre 2012 | 2 gennaio 2013  |
| 8        | 6       | 5 settembre 2013 | 10 ottobre 2013 |

## Spin-off
Dal 2008, sull'onda del successo, viene trasmesso un programma parallelo, condotto sempre da Paola Marella, dal nome Vendo casa disperatamente.
Il concetto di base è lo stesso, ovvero un acquirente vuole cambiare casa e i conduttori cercheranno di assecondare i suoi desideri proponendogli tre alternative, il protagonista ne sceglierà una, e su questa incominceranno i lavori di ristrutturazione. Dopo 15 giorni l'acquirente e il proprietario torneranno nella casa per valutare i lavori svolti; infine il compratore decide se acquistare o meno la casa.
Prima dei titoli di coda appare la schermata delle spese sostenute per la ristrutturazione.

## Opere
Nel 2011 Paola Marella pubblica con Rizzoli il suo primo libro dal titolo Arredo Casa Disperatamente, legato ai programmi Cerco casa disperatamente e Vendo casa disperatamente.